# Carlos Garatea Grau
Carlos Garatea Grau es un filólogo y profesor universitario peruano. Ocupó el cargo de rector de la Pontificia Universidad Católica del Perú entre 2019 y 2024 siendo sucedido por el doctor Julio del Valle Ballón.
Siguió sus estudios profesionales de Derecho en la Pontificia Universidad Católica del Perú. Tiene el grado de magíster en lingüística hispana por El Colegio de México y obtuvo el grado de doctor en filología románica por la Universidad de Múnich.
En 1997 fue profesor ordinario auxiliar de la Pontificia Universidad Católica del Perú y el 2005 tuvo el cargo de profesor asociado y desde el 2011 es profesor principal del Departamento de Humanidades habiendo ejercido el cargo de jefe de la misma así como la decanatura de los Estudios Generales Letras. Fue director de la Dirección Académica de Planeamiento y Evaluación de la misma universidad.
Es el actual presidente del Centro Interuniversitario de Desarrollo (CINDA, con sede en Santiago de Chile); vicepresidente del Grupo de Universidades Iberoamericanas La Rábida (con sede en Sevilla, España); presidente de la Red Peruana de Universidades (RPU); presidente de la Asamblea General de Rectores de las universidades del Consorcio de Universidades (Universidad Peruana Cayetano Heredia, Universidad de Lima, Universidad del Pacífico y Pontificia Universidad Católica del Perú); miembro de la Academia Peruana de la Lengua y académico correspondiente de la Real Academia Española (RAE);  integra la Junta Directiva de la Asociación de Historia de la Lengua Española y varios comités editoriales de revistas académicas extranjeras; fue secretario general de la Asociación de Lingüística y Filología de América Latina (ALFAL) durante ocho años.